# E271
E271 eller Europaväg 271 är en 290 km lång europaväg som går mellan Minsk och Homel i Belarus. Den ansluter till E28, E30 och E95. Vägen är mestadels landsväg, men har en bit motorväg närmast Minsk.